# Лідербах-ам-Таунус
Лідербах-ам-Таунус (нім. Liederbach am Taunus) — громада в Німеччині, знаходиться в землі Гессен. Підпорядковується адміністративному округу Дармштадт. Входить до складу району Майн-Таунус.
Площа — 6,2 км2. Населення становить 8791 ос. (станом на 31 грудня 2020).